# Grand prix Balzac
Pour les articles homonymes, voir Balzac.
Le grand prix Balzac  est un prix littéraire français créé par Bernard Grasset en 1921 et financé par Basil Zaharoff, pour récompenser un manuscrit inédit. Le prix ne fut décerné que deux fois, et disparut après une polémique et la démission d'une partie du jury.
Le jury, présidé par Paul Bourget et comprenant Maurice Barrès, Elémir Bourges, Jean de Pierrefeu, René Boylesve, Henri Duvernois, Léon Lafage, Léon Daudet, Georges Duhamel, Fortunat Strowski, Daniel Halévy, Gaston Chérau, Henry Bidou, Edmond Jaloux et Marcel Boulenger, doit décerner un prix de 20 000 francs à un manuscrit inédit, lequel doit être publié dans la maison d'édition Grasset.
Un « prix Balzac » existait depuis 1901, attribué par la Société des gens de lettres, doté de 2 000 francs, récompensant une ou plusieurs œuvres publiées.
La création du Grand Prix Balzac remonte au début de l'année 1919 : le marchand d'armes Basil Zaharoff, connu pour avoir été le partenaire financier de l'éditeur Pierre Lafitte, fait savoir qu'il souhaite doter un prix littéraire et contacte Paul Bourget. 
Au début de l'année 1922, le nouveau prix déclenche une vive polémique dans la presse littéraire. L'obligation de publier chez Grasset est contestée car cela devient alors un « prix Grasset ». Une réunion des éditeurs se tient au Cercle de la librairie le 3 février et Bernard Grasset finit par accepter que le lauréat puisse choisir son éditeur. Cependant, trois éditeurs, à savoir Albin Michel, Gallimard et Émile-Paul Frères déclarent qu'ils n'accepteront pas de publier le manuscrit primé. En séance du 6 février, sans doute agacée pour cette concurrence sur le nom de son prix, la Société des gens de lettres (SGDL) s'élève contre les prix « décernés dans un esprit de publicité commerciale ». En mars, les statuts sont modifiés : « le lauréat pourra se faire éditer par les maisons qui adhèrent au Grand Prix Balzac en acceptant de faire au lauréat les conditions que lui offre Grasset ». Une liste est établie des éditeurs qui acceptent ce principe. Eugène Fasquelle refuse de la signer. Y adhèrent, Calmann-Lévy, Georges Crès, Arthème Fayard, Gaston Gallimard, Gautier-Languereau, Grasset, Alphonse Lemerre, le Mercure de France, Albin Michel, Fernand Nathan, Paul Ollendorff, Perrin et Plon. En avril, Alfred Vallette émet à nouveau des réserves sur le prix. Prévu pour être remis début juin, il ne sera, à cause du nombre de concurrents, attribué que fin octobre. Les deux lauréats suivants furent en définitive édités par Grasset.
En juin 1943, les éditions Balzac dirigée par Henry Jamet (qui avait récupéré les éditions Calmann-Lévy dans le cadre de la politique de collaboration), lançait le « Grand Prix Balzac », qui ne fut attribué qu'une seule fois, en avril 1944.

## Liste des lauréats
- 1922 : 
  - Émile Baumann pour Job le prédestiné, Bernard Grasset, éditeur[8].
  - Jean Giraudoux pour Siegfried et le Limousin, Bernard Grasset, éditeur[9].
- 1924 :
  - Pierre Dominique pour Notre-Dame de la sagesse, Bernard Grasset, éditeur.
  - Paule Régnier pour La Vivante Paix[10].
  - André Thérive pour Le Plus Grand Péché, Bernard Grasset, éditeur[11].